# Zespół NAME
Zespół NAME (łac. syndroma NAME, ang. NAME syndrome) – prawdopodobnie genetycznie uwarunkowany zespół wad wrodzonych, jeden z wariantów rozrostu mikroguzkowego nadnerczy, w którym śluzak przedsionka serca współwystępuje ze zmianami skórnymi pod postacią znamion, piegów i nerwiakowłókniaków śluzakowatych.
Zespół został opisany w 1980 roku przez zespół pod kierownictwem angielskiego dermatologa Davida Athertona. Termin NAME jest skrótowcem w którym poszczególne litery oznaczają: Naevi – znamiona, Atrial myxoma – śluzak przedsionka serca, Myxoid neurofibroma – nerwiakowłókniak śluzakowaty, Ephelides – piegi. Obecnie zespół ten jest uważany za postać rozrostu mikroguzkowego nadnerczy (zespołu Carneya).